# Isola Pescaroli
Isola Pescaroli è una frazione del comune italiano di San Daniele Po. Costituì un comune autonomo fino al 1867.

## Monumenti e luoghi d'interesse

### Architetture religiose
Il Santuario della Madonna della Fiducia, luogo di culto mariano consacrato nel 1957